# Мисливський замок Ґрюнау
Мисливський замок Ґрюнау (нім. Jagdschloss Grünau) знаходиться приблизно за сім кілометрів на схід від Нойбург-на-Дунаї у великому тугайовому лісі в Центральній Європі.

## Історичний огляд
Мисливський замок збудував Отто Генріх, курфюрст Пфальцький з династії  Виттельсбахів для своєї дружини Сюзани Баварської. Зведення будівлі у ренесансному стилі розпочалось близько 1530 року, а завершилось у 1555. Фрески на верхніх поверхах створені Йоргом Бройом Молодшим.
Ґрюнау спочатку був обнесений ровом, але з часом канави замулилися.

## Сучасний стан
У теперішній час мисливський замок належить «Балансовому фонду Віттельсбахів».
У мисливському будиночку в Ґрюнау постійно відбуваються культурні заходи, зокрема проводяться концерти. З 2005 року у травні проходять дні садів, а в грудні — різдвяний ярмарок.
У рамках великомасштабного проєкту із збереження річки Дунай між Нойбургом і Інґольштадтом у січні 2008 року тут був розміщений Інститут дослідження річок Нойбурга, який 19 квітня 2008 року був перетворений на Центр дослідження річок Нойбурга.